# Локалитет Босманска река
Локалитет Босманска река је потопљено археолошко налазиште рановизантијског утврђења (Caput Bovis) у клисури Госпођин вир на Дунаву. 
Утврђење има основу равностраног троугла, странице дуге 45,5m, са кружним кулама на угловима. Источни бедем је конкаван, са једином капијом утврђења на средини. Облик фортификације условљен је рељефом и скученим простором између обале Дунава и вертикалне литице. Утврђење је настало средином 4. века у време Јустијанове обнове Дунавског лимеса, а уништено је у аварској инвазији 596. године.
Утврђење је потопљено стварањем акумалационог Ђердапског језера.